# Blodhundene
Blodhundene (originaltitel Below the Line) er en amerikansk stumfilm fra 1925 instrueret af Herman C. Raymaker.

## Medvirkende
- Rin Tin Tin
- John Harron som Donald Cass
- June Marlowe som May Barton
- Pat Hartigan som Jamber Niles
- Victor Potel som Niles
- Charles Conklin
- Gilbert Clayton som Reverend Barton
- Edith Yorke som Mrs. Cass
- Taylor Duncan